# Холдаров, Икболжон Боходиржон угли
Икбо́лжон Холда́ров (узб. Iqboljon Xoldarov; 1997 года) — узбекистанский боксёр, выступает в весовой категории до 64 кг. Член национальной сборной Узбекистана по боксу. Тренируется в составе полупрофессионального боксерского клуба «Uzbek Tigers».
Чемпион среди мужчин по боксу на Чемпионате Азии по боксу 2017 в Ташкенте. Победитель XIV Кубка мира по боксу нефтяных стран памяти Фармана Салманова. Также является победителем и призёром ряда национальных и международных турниров по боксу.
Серебряный призёр Чемпионата мира по боксу 2017 в Гамбурге.